# Elfstedentocht

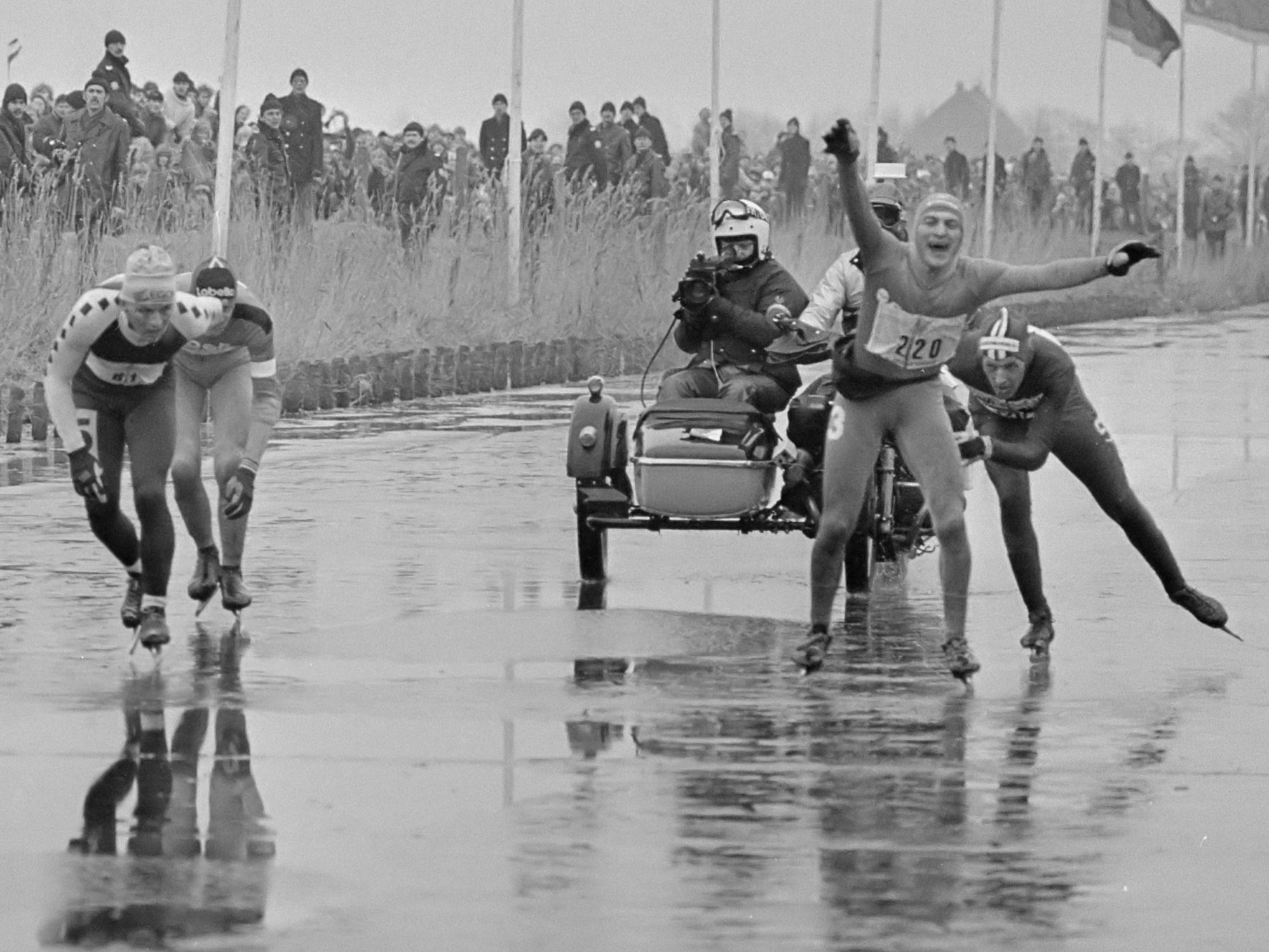
Cílová rovinka závodu v roce 1985

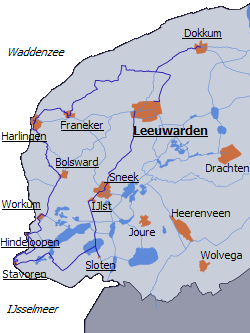
Mapa Elfstedentochtu

Elfstedentocht (Závod jedenácti měst) je dálkový závod v rychlobruslení, pořádaný v nizozemské provincii Frísko. Trasa vede po zamrzlých plavebních kanálech, měří mezi 189 a 199 kilometry a prochází jedenácti historickými frískými městy, jejichž sdružení Koninklijke Vereniging De Friesche Elf Steden je pořadatelem závodu: Leeuwarden, Sneek, IJlst, Sloten, Stavoren, Hindeloopen, Workum, Bolsward, Harlingen, Franeker a Dokkum, start i cíl je v Leeuwardenu. Traťový rekord vytvořil roku 1985 Evert van Benthem a činí 6 hodin a 47 minut. Závod je pro Nizozemce prvořadou společenskou událostí, trať bývá lemována davy diváků.
Závod se koná od roku 1909 pouze ve velmi tuhých zimách, podmínkou k jeho uspořádání je síla ledu dosahující minimálně 15 cm (na místech, která traťoví komisaři označí kvůli tenkému ledu jako nebezpečná a kterým se frísky říká klúnje, musejí závodníci zout brusle a přejít po souši). Proběhlo patnáct ročníků, ve 21. století se Elfstedentocht ještě nekonal: závod naplánovaný na 12. února 2012 byl kvůli oblevě na poslední chvíli zrušen.
Elfstedentochtu se účastní pouze obyvatelé jedenácti fríských měst, jsou mezi nimi profesionálové i rekreační bruslaři. Rekord padl v roce 1986, kdy stálo na startu 16 999 lidí. Mezi nimi byl pod falešným jménem W. A. van Buren pozdější král Vilém-Alexandr Nizozemský.
V letech 1933 a 1940 se závodníci na vedoucích místech dohodli, že nebudou bojovat o celkové prvenství a do cíle přijeli ruku v roce. Poté byla tato praxe zakázána a když v roce 1956 přeťalo cílovou čáru pět rychlobruslařů současně, skončil závod oficiálně bez vítěze.
Mimořádně drsné podmínky nastaly v roce 1963, kdy v době konání akce Nizozemsko zasáhly extrémní mrazy a vichřice. Z 9682 účastníků dorazilo do cíle pouze šedesát devět, mnozí utrpěli vážné omrzliny. Tento ročník vešel do dějin jako Peklo roku 1963 a byl o něm natočen film Mrazivý závod (2009, režie Steven de Jong).
Před kulturním domem v Leeuwardenu stojí od roku 1966 bronzová socha účastníka Elfstedentochtu, jejímž autorem je Auke Hettema.

## Seznam vítězů
- 1909 – Minne Hoekstra
- 1912 – Coen de Koning
- 1917 – Coen de Koning
- 1929 – Karst Leemburg
- 1933 – Abe de Vries a Sipke Castelein
- 1940 – Piet Keijzer, Auke Adema, Cor Jongert, Dirk van Duim a Sjouke Westra
- 1941 – Auke Adema
- 1942 – Sietze de Groot
- 1947 – Jan van der Hoorn
- 1954 – Jeen van den Berg
- 1956 – vítěz nebyl vyhlášen
- 1963 – Reinier Paping
- 1985 – Evert van Benthem
- 1986 – Evert van Benthem
- 1997 – Henk Angenent